# Заозёрное (Хабаровский край)
Заозёрное — село в Хабаровском районе Хабаровского края. Входит в Тополевское сельское поселение.

## География
Село Заозёрное стоит на берегу протоки Чёрная. Амур ниже Воронежских высот (расположены сёла Воронежское-1, Воронежское-2, Воронежское-3, Нагорное, Виноградовка, Фёдоровка) образует широкую долину с множеством проток, стариц и озёр, тянущуюся до протоки Петропавловская (см. Петропавловское озеро).
Село Заозёрное стоит на автодороге, ведущей от села Матвеевка, расстояние до Матвеевки около 6 км, до Авиагородка (микрорайон Хабаровска) около 12 км.
Между селом Заозёрное и Матвеевка на запад идёт дорога к ТЭЦ-3.

## История
В 1969 г. указом президиума ВС РСФСР селение центральной усадьбы Матвеевского совхоза переименовано в село Заозёрное.
В 1936 г. началась история с. Заозерное, расположенного в 30 км. от краевого центра. В 50-х годах село называлось «Совхоз МВД», затем «с. Матвеевка-2», а 1972 году село приобрело название «с. Заозерное». В 1949 году в селе была одна колония, разделенная стеной, в одной половине находились осужденные женщины, в другой - осужденные мужчины, в настоящее время здесь расположены три колонии ИК- 12 (женская), ИК-13 (мужская) и ИК-22 (колония поселения).

## Население
| 1992 | 2002  | 2010  | 2011  | 2012  | 2021  |
| ---- | ----- | ----- | ----- | ----- | ----- |
| 666  | ↗2730 | ↗3931 | ↗3945 | ↗3955 | ↘2074 |

## Инфраструктура
- Сельскохозяйственные предприятия Хабаровского района.
- В окрестностях села Заозёрное находятся садоводческие общества хабаровчан.
- В селе Заозёрное находятся две исправительные колонии — мужская (ИК-13) и женская (ИК-12) и колония-поселение (КП-22). Многие жители села являются служащими Министерства юстиции Российской Федерации[источник не указан 2634 дня].

## Галерея

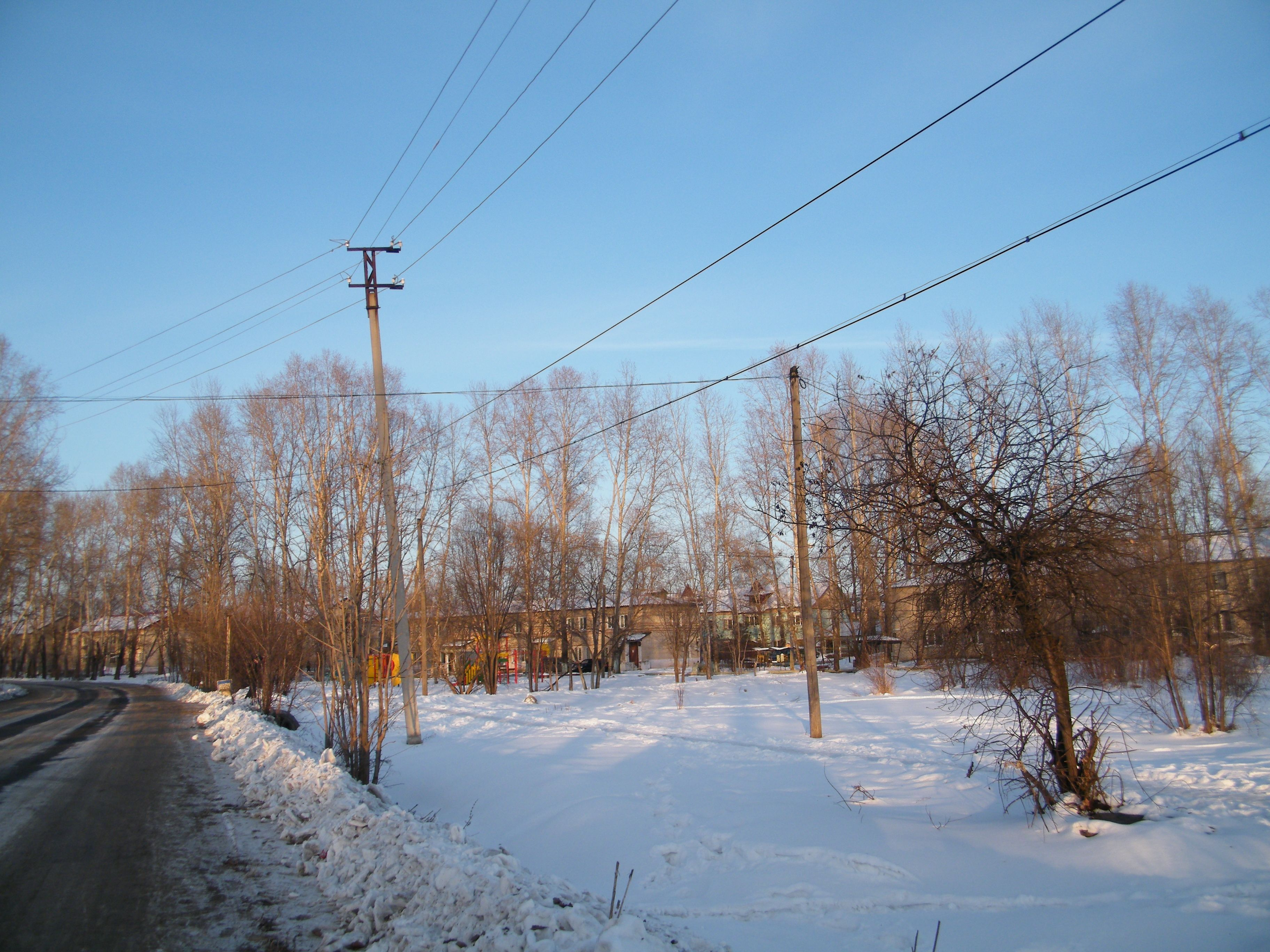
Улица села Заозёрное
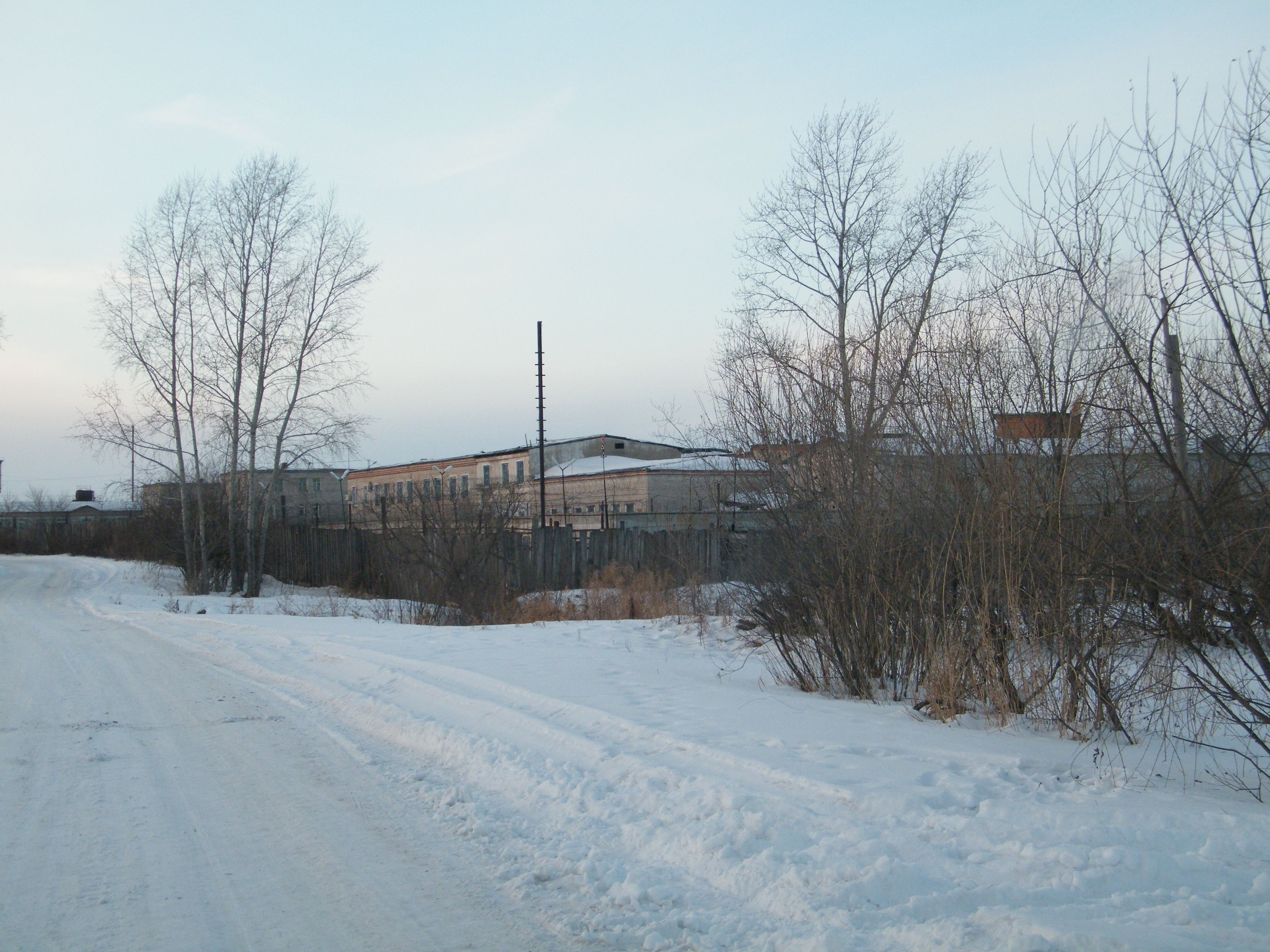
Женская зона (ИТК-12)
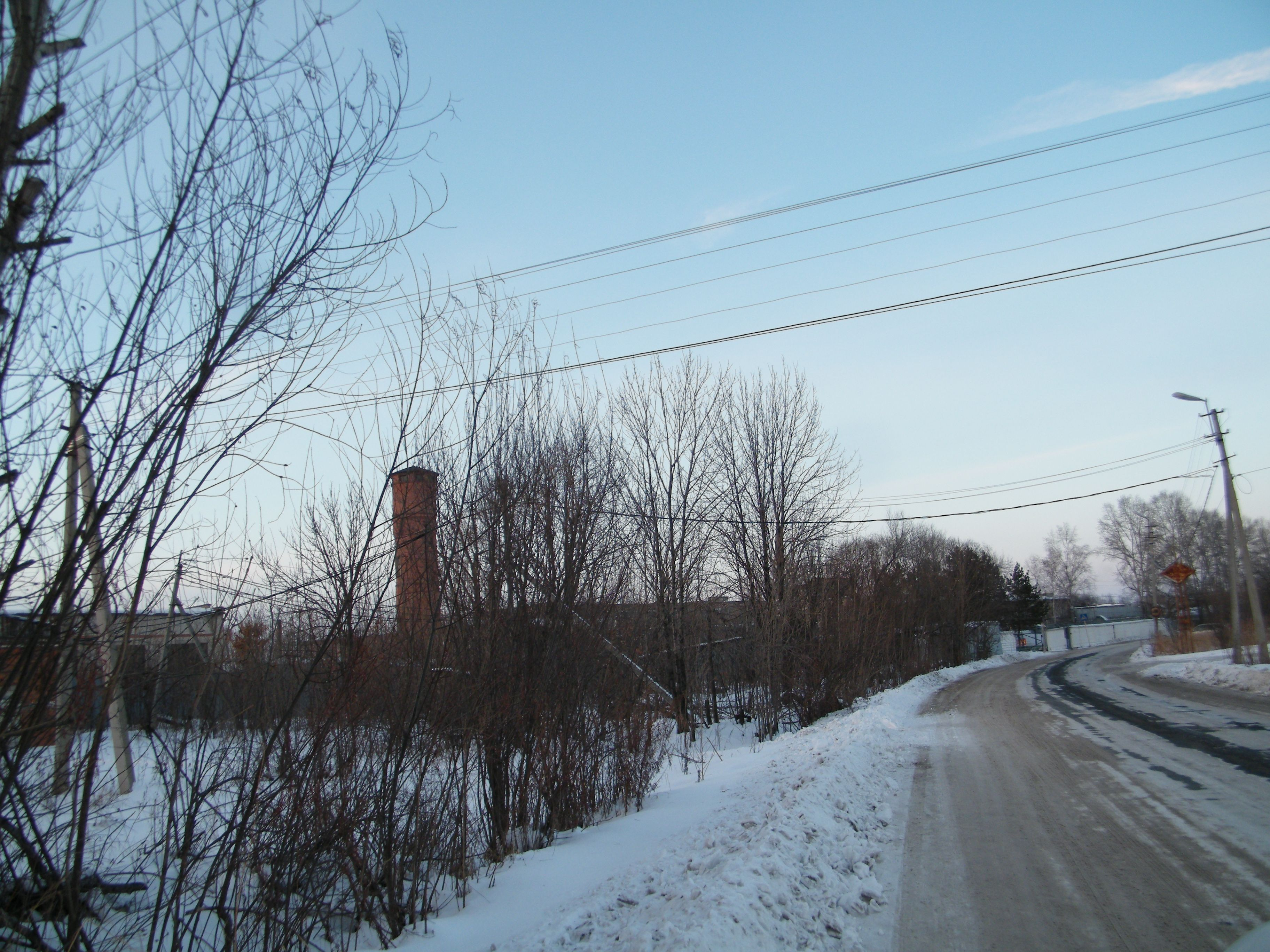
Мужская зона (ИТК-13)